# Arsenie Todiraș
Arsenie Todiraș (født 22. juli 1983 i Chișinău), også kendt som Arsenium eller bare Arsenie, er en moldovisk sanger. Han er bedst kendt som medlem af popbandet O-Zone, der også bestod af Dan Bâlan og Radu Sîrbu. Bandet er mest populære for singlen “Dragostea din tei”.
Efter O-Zone gik fra hinanden i 2005 startede Arsenie en solokarriere. Han repræsenterede Moldova i Eurovision Song Contest 2006 med sangen “Loca”, hvor han optrådte sammen med Natalia Gordienko. Sangen endte på en tyvendeplads med 22 point.